# Blastula

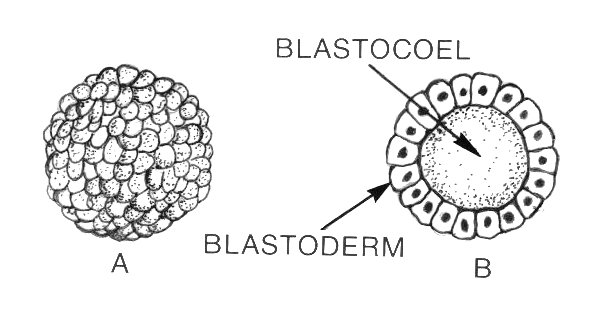
Celoblastula, un esempio di blastula
A. Veduta esterna
B. Sezione trasversale

La blastula (dal greco βλαστός (blastos), che significa "germoglio") è uno stadio dello sviluppo embrionale dei Metazoi immediatamente successiva al processo di segmentazione dell'uovo fecondato.

## Tipologie
Nel caso di uova a segmentazione oloblastica, la blastula risulta possedere una piccola cavità, denominata blastocele o cavità di segmentazione, delimitata da una parete di cellule. Questa è tipica dei placentati.
Nel caso invece di uova a segmentazione meroblastica, la blastula è costituita da una massa discoidale di cellule che prende il nome di blastoderma o blastodisco.

## Sviluppo
Dopo la fecondazione lo zigote inizia a segmentarsi in un numero sempre maggiore di cellule andando a formare quella che prende il nome di morula. Quando la morula raggiunge e supera le 100 cellule si inizia a formare la cavità di segmentazione in cui sporge un piccolo nodulo di cellule che prende il nome di nodo embrionale. Intorno alla cavità si formano due strati di cellule: uno strato interno (embrioblasto) e uno strato esterno (trofoblasto). Il trofoblasto contribuirà a formare la placenta, mentre l'embrioblasto darà vita al feto.
A circa una settimana dalla fecondazione, la blastula si annida nella parete uterina per digestione delle cellule della mucosa uterina ad opera di enzimi. Durante l'annidamento il trofoblasto si trasforma in corion dal quale si formano i villi coriali che permettono il passaggio delle sostanze nutritive dal corpo della madre al feto e induce la secrezione di gonadotropina corionica, un ormone che comunica al corpo luteo la necessità di continuare a produrre ormoni per il prosieguo della gravidanza e di impedire ulteriori gravidanze.
A questo punto la blastula va incontro alla gastrulazione ripiegandosi su sé stessa a formare tre strati cellulari che porteranno alla differenziazione cellulare.

## Processi fisiologici
Nella fase embrionale della blastula vengono messe in atto diverse attività che determinano:
- la polarità cellulare
- la specificazione cellulare
- la formazione dell'asse corporeo
- la regolazione genica

In molti animali, come Drosophila melanogaster e Xenopus laevis, la transizione mid-blastula (MBT, in inglese mid blastula transition) è un passaggio fondamentale per lo sviluppo embrionale durante il quale l'mRNA materno viene degradato e il controllo dello sviluppo embrionale passa all'embrione stesso. Molte delle interazioni tra i blastomeri dipendono dall'espressione delle caderine, in particolar modo dell'E-caderina nei mammiferi e dell'EP-caderina nergli anfibi. Nel genere Xenopus, i blastomeri si comportano come cellule staminali multipotenziali che possono migrare lungo diversi pathway in base alla segnalazione cellulare. Manipolando la segnalazione cellulare durante questa fase dello sviluppo embrionale è possibile creare diversi tessuti con importanti sviluppi nel campo della medicina rigenerativa.
Lo studio della blastula e della specificazione cellulare ha svariate implicazioni nella ricerca sulle cellule staminali e per quanto riguarda la tecnologia al supporto della fecondazione assistita. Durante la fecondazione assistita è  infatti la blastula ad essere impiantata nell'utero della madre.

## Immagini

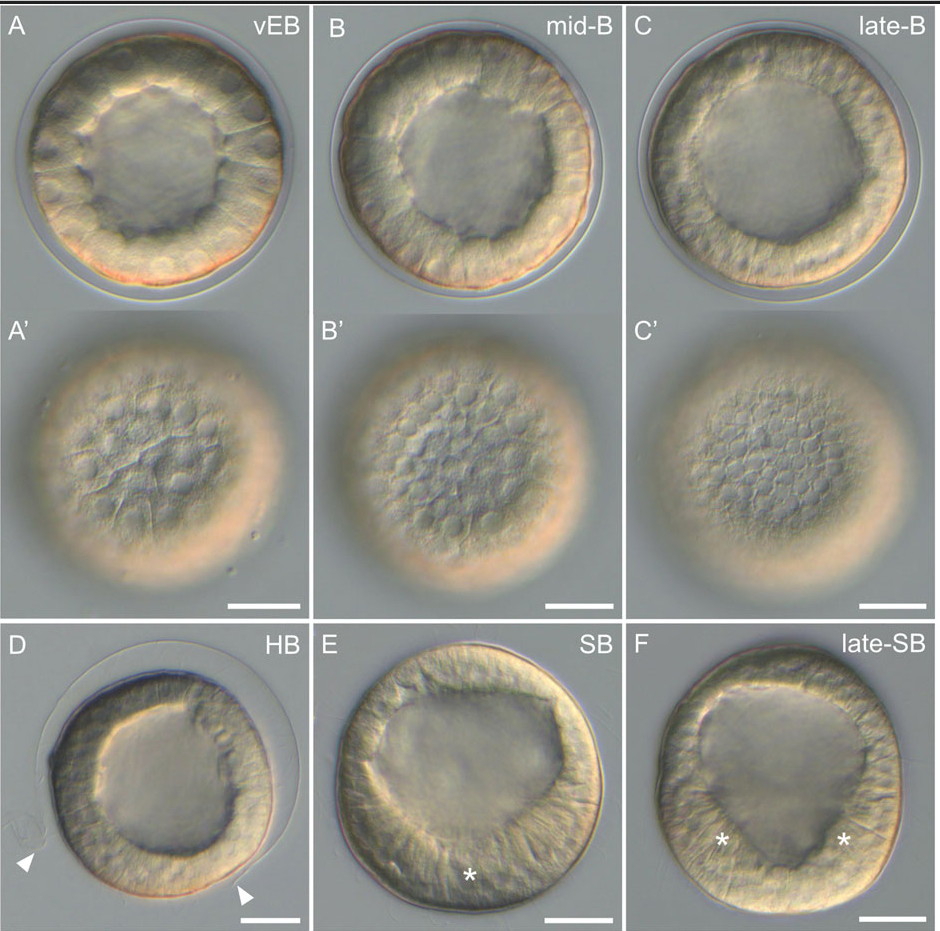
Blastula di P. lividus

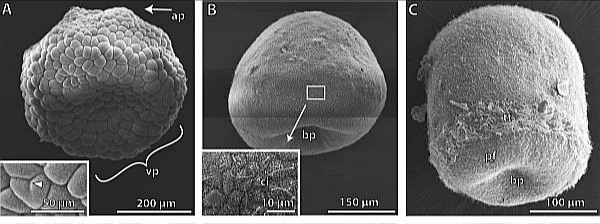
Blastula di S. kowalevskii

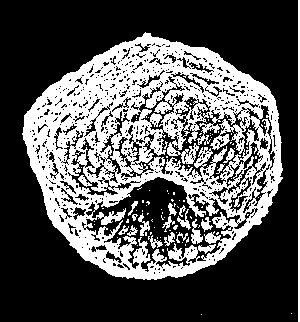
Blastula al microscopio